# Redwood Castle

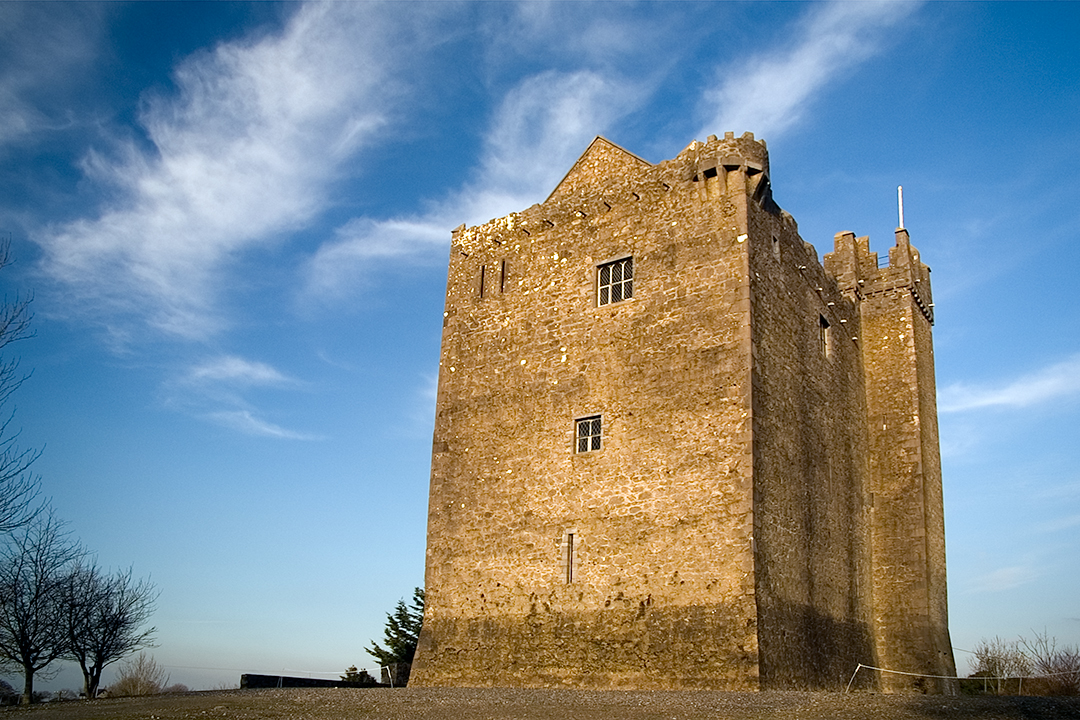
Redwood Castle

Redwood Castle (auch Egan Castle, irisch Caisleán Choillte Rua) ist eine Burg in Lorrha im County Tipperary in der Republik Irland.

## Geschichte der Burg
Die Anglo-Normannen errichteten die Anlage um das Jahr 1200 und hielten sie bis etwa 1350 im Besitz, bis die Egans (irisch: Mac Aodhagáin) die Herrschaft über die Region übernahmen.
Der Clan der Egans gründete hier eine Schule, über welche die Familie mehrere hundert Jahre das Patronat innehatte.
Redwood Castle wurde mehrmals vergrößert und umgebaut, wobei die bemerkenswertesten Arbeiten in den Jahren 1350 und 1580 stattfanden. Die dicken Steinwälle der Festung zeigen einige typische Merkmale des irischen Burgenbaus dieser Periode, so findet man hier z. B. eine Sheela Na Gig.
Die Burg blieb unter Herrschaft der Egans und O’Kennedys, bis sie im Zuge der Eroberung Irlands um 1650 geschleift und beschlagnahmt wurde. Die Anlage blieb als Ruine zurück; nur die dicken Außenmauern waren übrig geblieben, bis sie der private Investor, Michael J. Egan, 1972 kaufte und renovierte.

## Weiterführende Informationen
- Clan Egan - Die Geschichte von Redwood Castle (engl.)

Koordinaten: 53° 8′ 48,7″ N, 8° 7′ 14,2″ W